# Charlot soldat
Cet article possède un paronyme, voir Varlot soldat.
Pour plus de détails, voir Fiche technique et Distribution.
Charlot Soldat (Shoulder Arms) est une comédie burlesque américaine en  noir et blanc, muette, réalisée par Charles Chaplin, sortie en 1918.

## Synopsis

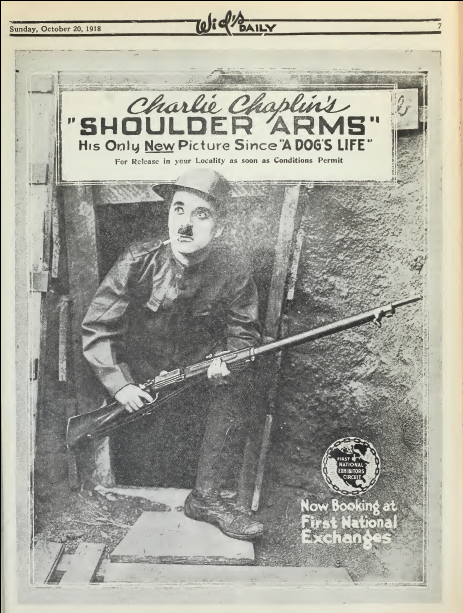
Publicité pour le film parue dans Film Daily en 1918

Le film est divisé en deux parties distinctes, la première est composée de plusieurs saynètes caricaturant la vie des soldats dans les tranchées (inondations, charges, courrier...), alors que la seconde partie raconte la façon dont Charlot capture le Kaiser alors qu'il se trouvait en mission de reconnaissance en territoire ennemi. Il y fait la rencontre d'une jeune française, dans les décombres d'une maison, dont il tombera amoureux.       

## Fiche technique
- Titre : Charlot Soldat
- Titre original : Shoulder Arms
- Réalisation : Charles Chaplin, assisté de Charles Reisner (non crédité)
- Scénario : Charlie Chaplin
- Production : Charlie Chaplin
- Musique : Charlie Chaplin
- Photographie : Roland Totheroh
- Montage : Charlie Chaplin
- Décors : Charles D. Hall
- Pays d'origine :  États-Unis
- Format : Noir et blanc - 1,33:1 - Film muet - 35 mm
- Genre : Comédie militaire et guerre
- Durée : 36 minutes (1 000 mètres)
- Dates de sortie : 
  - États-Unis : 20 octobre 1918
  - France : 20 avril 1919 (des articles de presse en parle à partir du mois de mai 1919, comme dans Le Petit Courrier du 14 mai[1])

## Distribution
- Charles Chaplin : Charlot (13e Matricule), un soldat de la Première Guerre Mondiale
- Edna Purviance : la fille française
- Sydney Chaplin : 1) le Kaiser, 2) le sergent américain
- Jack Wilson : le Kronprinz
- Henry Bergman : 1) le gros sergent allemand, 2) le barman américain, 3) le Feldmarschall von Hindenburg
- Albert Austin : 1) un soldat américain, 2) un soldat allemand, 3) le chauffeur du Kaiser
- Tom Wilson : le sergent du camp d'entraînement
- John Rand : un soldat américain
- J. Parks Jones (en) : un soldat américain
- Loyal Underwood (en) : le petit officier allemand
- W.J. Allen : un motocycliste
- L.A. Blaisdell : un motocycliste
- Wellington Cross : un motocycliste
- C.L. Dice : un motocycliste
- G.A. Godfrey : un motocycliste
- W. Herron : un motocycliste

## Autour du film
La fin du film prévue par Chaplin a été censurée puis coupée. Une des scènes montrait les chefs d'état français et anglais humiliés par Charlot qui avait provoqué la chute de leurs pantalons.